# Némethásos
Némethásos (németül: Deutsch Ehrensdorf, horvátul: Njemački Hašaš gradistyeiül: Nimški Hašaš) Strém településrésze Ausztriában, Burgenland tartományban, a Németújvári járásban.

## Fekvése
Németújvártól 14 km-re északkeletre fekszik.

## Története
Hásos települést 1369-ben "Hassas" alakban Monyorókerék uradalmához  tartozó falvak között említik először. 1369-től az Ellerbach család birtoka volt. 1496-ban Ellerbach János az uradalommal együtt Erdődy Bakócz Tamásnak adta. Nevének előtagját Horváthásos 16. századi horvát betelepítése után, a tőle való megkülönböztetésül kapta. 1556-ban Erdődy Péter Zrínyi Miklósnak adta zálogba és egészen 1613-ig a Zrínyiek birtoka maradt. Ezután újra Erdődy-birtok volt. 1720-ban 13 portát számláltak a településen. 1787-ben 27 házában 158 lakos élt. 1828-ban 32 háza és 183 lakosa volt. 1857-ben 35 házat számláltak a faluban 197 lakossal.
Fényes Elek szerint "Horvát- és Német-Hásos, (Krobotisch- und Deutsch-Eresdorf), horvát és német falu, Vas vmegyében: 388 kath. lak., bortermesztéssel. F. u. g. Erdődy. Ut. p. Rába-Sz. Mihály."
Vas vármegye monográfiája szerint "Német-Hásos, 57 házzal és 313 r. kath. és ág. ev. vallású, németajkú lakossal. Postája Monyorókerék, távírója Szombathely. Birtokosa gróf Erdődy György."
1910-ben 280, túlnyomórészt német lakosa volt. A trianoni békeszerződésig Vas vármegye Németújvári járásához tartozott.  A békeszerződések Ausztriának ítélték és Burgenland tartomány része lett. 1971-ben közigazgatásilag Strémhez csatolták.  2001-ben 170 lakosa volt.

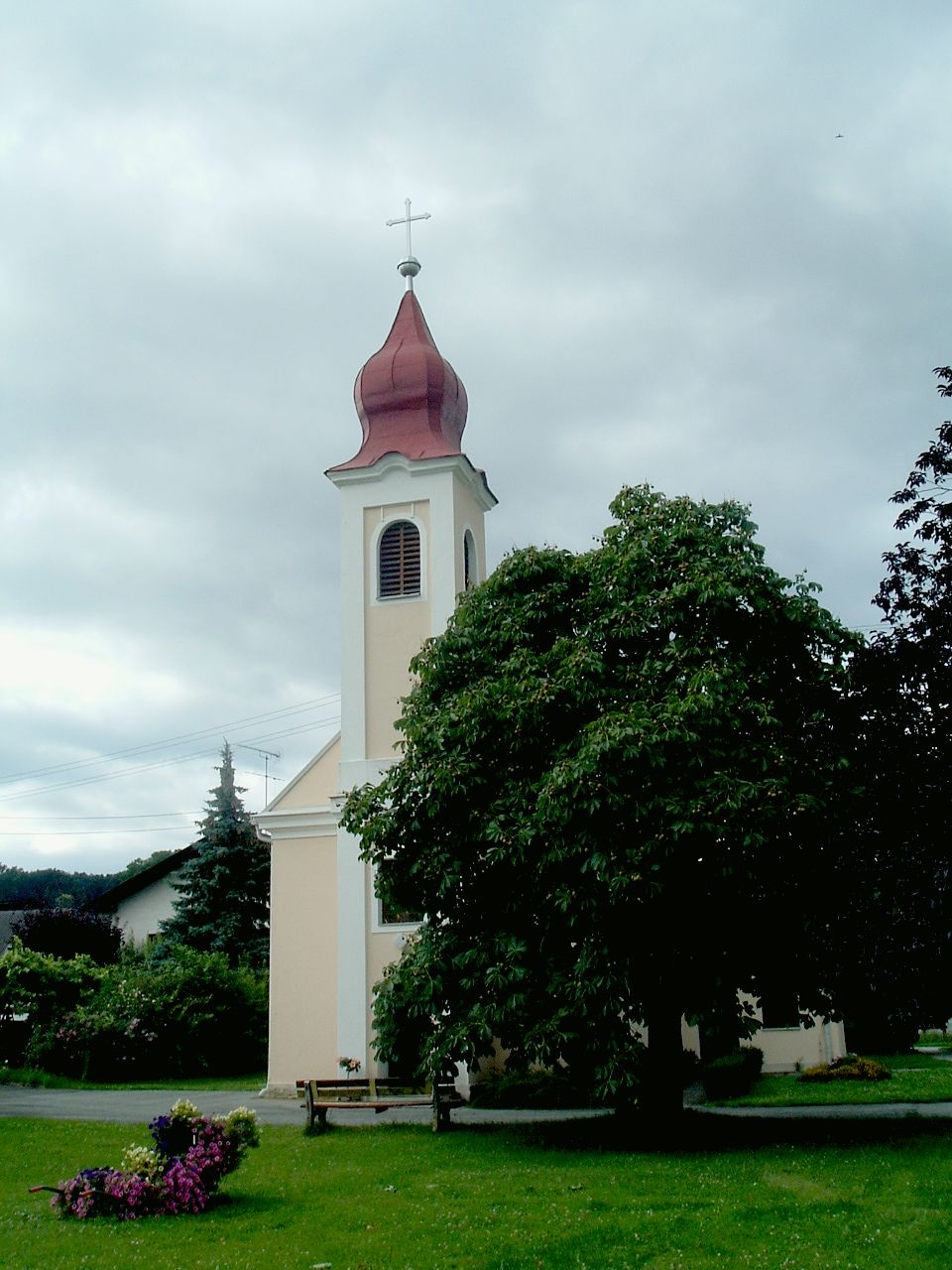
Némethásos temploma

## Nevezetességei
János evangélista tiszteletére szentelt római katolikus temploma.

## Külső hivatkozások
- Strém hivatalos oldala
- Némethásos a dél-burgenlandi települések honlapján
- Várszentmiklós honlapja
- A burgenlandi települések történeti lexikona